# Leihamt

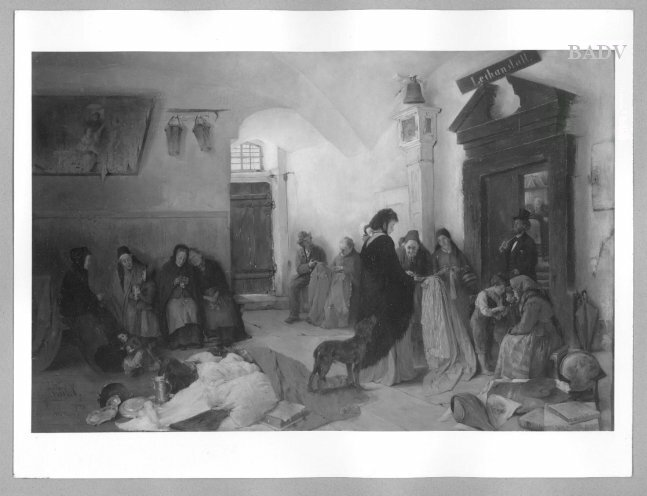
Gemälde Im Leihamt von Gotthardt Kuehl (1850–1915)

Ein Leihamt (auch: Leihhaus, Pfandhaus, Pfandleihhaus oder Pfandleihanstalt) ist eine kommunale oder staatliche Einrichtung, die gegen Hinterlegung eines beweglichen Gegenstandes ein Pfanddarlehen vergibt. Historisch wurden diese gemeinnützigen Anstalten gegründet, um dem Wucher privater Pfandleiher entgegenzuwirken. Heutzutage unterliegen sowohl private Pfandhäuser als auch kommunale Leihämter gemeinsamen gesetzlichen Regelungen, insbesondere der Pfandleiherverordnung. Früher galten für kommunale Leihämter teils eigene Landesgesetze oder kommunale Satzungen.
Bis in die 1970er-Jahre existierten in Deutschland neben privaten Pfandleihern bis zu 35 öffentliche Pfandhäuser. Heute gibt es in Deutschland nur noch ein einziges kommunales Leihamt: das Städtische Leihamt Mannheim, das weiterhin unter städtischer Trägerschaft betrieben wird.

## Funktionsweise
Durch klare Regeln bei der Beleihung, genau festgelegte Gebühren und staatliche Kontrolle der Anstalt soll ein Missbrauch verhindert werden.
Der Wert des hinterlegten Pfandes wird durch vereidigte Taxatoren festgestellt. Das Darlehen liegt einschließlich der Zinsen etwa 20 Prozent unter dem taxierten Wert. Die Zinsen liegen deutlich über dem üblichen Zinsfuß (z. B. Juli 2006: 3 % pro Monat, entspricht 36 % im Jahr). Über Pfand und Darlehen werden Pfandscheine ausgestellt.
Wird das Darlehen (inklusive der Zinsen) nicht zum vereinbarten Zeitpunkt zurückgezahlt oder der Pfandschein gebührenpflichtig verlängert, wird das Pfand öffentlich versteigert.

## Geschichte
Das erste öffentliche Leihhaus wurde 1462 in Perugia durch den Franziskaner Bernhardin von Feltre (Bernardino da Feltre) gegründet, der in seinen Predigten  Wucherzinsen kritisierte. Die ursprüngliche Bezeichnung war „Monti di pietà“ (= Berge der Barmherzigkeit).
Das älteste öffentliche Pfandhaus in Deutschland wurde 1560 in Hamburg gegründet, es folgten Augsburg 1603, Nürnberg 1618, Berlin 1692, Dresden-Neustadt vor 1797, Mannheim im Jahr 1810 und Stuttgart 1872.
Das 1834 in Berlin eröffnete Königliche Leihamt wurde bis 1990 genutzt. Zurzeit gibt es in Deutschland von ehemals 35 nur noch ein Leihamt im eigentlichen Sinn (Mannheim). Das Augsburger Leihamt wurde Ende 2018 geschlossen.
Unter kommunalem Einfluss stehen zwei weitere Einrichtungen: Das Nürnberger Leihhaus hat als Träger einen gemeinnützigen eingetragenen Verein, der unter Aufsicht der Stadt Nürnberg steht. Diese frühere Reichsstadt hat ihre Einrichtung im Jahr 1618 ins Leben gerufen. In Stuttgart wird die Pfandleihanstalt in der Rechtsform einer gemeinnützigen Aktiengesellschaft geführt.
Leihämter sind und waren in die Linienorganisation der Stadtverwaltungen eingebunden, wie z. B. das Leihamt Augsburg, das eine Abteilung des Kämmereiamtes war. Andere Leihämter waren Eigenbetriebe d. h. rechtlich unselbständige Anstalten, die aber im Sondervermögen der Kommune selbständig wirtschafteten.

## Aktuelle Situation
Einer der Hauptgründe, warum es heute kaum noch öffentlich-rechtliche Leihämter gibt, ist der zunehmende Bedeutungsverlust von Bargeld ab Ende der 1950er Jahre (siehe z. B. Lohntüte).
Viele Leihämter wurden allerdings auch unwirtschaftlich geführt und waren durch städtische Vorschriften überreguliert. Obwohl die privaten Mitbewerber florierten, schlossen seit dieser Zeit z. B. die Leihämter in Köln, München und Hamburg.

## Leihämter außerhalb Deutschlands
- Frankreich: Das Pfand- und Bankhaus Crédit Municipal de Paris ist, wie der Name sagt, seit 1637 eine staatliche Einrichtung.[13]
- Österreich: Das in Wien beheimatete und 1707 gegründete Dorotheum war bis 1979 staatlich und wurde danach in eine GmbH umgewandelt.[14]
- Schweiz: Neben privaten Pfandhäusern in Lugano und Genf (die unter staatlicher Aufsicht stehen) gibt es im Kanton Zürich eine Besonderheit: Die Zürcher Kantonalbank betreibt seit 1872 eine Filiale als Pfandleihkasse.[15]